# Acordo de Paz de Darfur
O Acordo de Paz de Darfur pode referir-se a um dos três acordos de paz que foram assinados pelo governo do Sudão e grupos rebeldes baseados em Darfur em 2006, 2011 e 2020 com a intenção de encerrar a Guerra do Darfur.

## Acordo de Abuja (2006)
O Acordo de Paz de Darfur de 2006, também conhecido como Acordo de Abuja, foi assinado em 5 de maio de 2006 pelo governo do Sudão liderado por Omar al-Bashir juntamente com uma facção do Exército/Movimento de Libertação do Sudão liderada por Minni Minnawi. No entanto, o acordo foi rejeitado por dois outros grupos menores, o Movimento de Justiça e Igualdade (MJL) e uma facção rival do Exército/Movimento de Libertação do Sudão liderada por Abdul Wahid al Nur. 
O acordo de 115 páginas era amplo em escopo e incluía questões sobre divisão de poder nacional e estadual, desmilitarização dos Janjaweed e outras milícias, uma integração das tropas dos Exército/Movimento de Libertação do Sudão e do Movimento de Justiça e Igualdade nas Forças Armadas e na polícia sudanesa, um sistema de compartilhamento de riqueza federal para a promoção dos interesses econômicos de Darfur, um referendo sobre o futuro status de Darfur e medidas para promover o fluxo de ajuda humanitária para a região. 
O acordo foi orquestrado pelo negociador-chefe Salim Ahmed Salim (trabalhando em nome da União Africana), pelo Secretário de Estado Adjunto dos Estados Unidos, Robert Zoellick, representantes da UA e outras autoridades estrangeiras atuando em Abuja, Nigéria. Representantes da UA, Nigéria, Líbia, Estados Unidos, Reino Unido, ONU, União Europeia, Liga Árabe, Egito, Canadá, Noruega e Países Baixos serviram como testemunhas do acordo. 

## Acordo de Doha (2011)
O Acordo de Paz de Darfur de 2011, também conhecido como Acordo de Doha, foi assinado em julho de 2011 entre o governo do Sudão e o Movimento de Liberação e Justiça. Este acordo estabeleceu um fundo de compensação para as vítimas do conflito de Darfur, permitiu ao presidente do Sudão nomear um vice-presidente de Darfur e estabeleceu uma nova Autoridade Regional de Darfur para supervisionar a região até que um referendo pudesse determinar seu status permanente dentro da República de Sudão.  O acordo também previa a divisão do poder em nível nacional: os movimentos que assinam o acordo teriam o direito de nomear dois ministros e quatro ministros de estado em nível federal e poderiam nomear vinte membros para o legislativo nacional. Os movimentos também teriam o direito de nomear dois governadores estaduais na região de Darfur. 

## Acordo de Juba (2020)
Em 31 de agosto de 2020, um acordo de paz abrangente foi assinado entre o Governo de Transição do Sudão de um lado e o Movimento / Exército de Libertação do Sudão e o Movimento de Justiça e Igualdade do outro. O acordo afirmava que os dois antigos grupos rebeldes se uniriam à transição para a democracia no Sudão por meios pacíficos. 
Nos termos do acordo, as facções que assinaram teriam o direito a três assentos no Conselho Soberano, um total de cinco ministros no gabinete de transição e um quarto de assentos no legislativo transitório. Em nível regional, os signatários têm direito a entre 30 e 40% dos assentos nas legislaturas de transição de seus estados ou regiões de origem. 